# Стаффан Кронвалль
Стаффан Кронвалль (швед. Staffan Kronwall; 10 вересня 1982, м. Єрфелла, Швеція) — шведський хокеїст, захисник. Виступає за «Локомотив» (Ярославль) у Континентальній хокейній лізі. 
Його старший брат Ніклас Кронвалль також хокеїст.
Вихованець хокейної школи ХК «Єрфелла». Виступав за ХК «Гуддінге», «Юргорден» (Стокгольм), «Брюнес» (Євле), «Торонто Мейпл-Ліфс», «Торонто Марліз» (АХЛ), «Вашингтон Кепіталс», «Герші Берс» (АХЛ), «Калгарі Флеймс», «Ебботсфорд Гіт» (АХЛ), «Сєвєрсталь» (Череповець).
В чемпіонатах НХЛ — 66 матчів (1+3). В чемпіонатах Швеції — 175 матчів (13+29), у плей-оф — 35 матчів (3+3).
У складі національної збірної Швеції учасник чемпіонатів світу 2011, 2012, 2013 і 2015 (33 матчі, 3+7). У складі молодіжної збірної Швеції учасник чемпіонату світу 2002. 
Брат: Ніклас Кронвалль.
Досягнення
- Чемпіон світу (2013), срібний призер (2011)
- Володар Кубка Колдера (2009)
- Учасник матчу усіх зірок КХЛ (2013).